# Maurice Peeters
Mouritius „Maurice“ Prosper Peeters (* 5. Mai 1882 in Antwerpen, Belgien; † 6. Dezember 1957 in Leidschendam) war ein niederländischer  Bahnradsportler, Olympiasieger und Weltmeister.
Peeters, der 1908 niederländischer Staatsbürger geworden war, gewann 1920 bei den Olympischen Sommerspielen in Antwerpen die Goldmedaille im Sprint über 1000 Meter. Im selben Jahr wurde er Weltmeister in dieser Disziplin und siegte beim Sprint-Klassiker Grand Prix de Paris bei den Amateuren. Vier Jahre später gewann er bei den Olympischen Spielen die Bronzemedaille im Tandemrennen, zusammen mit Gerard Bosch van Drakestein. Zudem wurde er viermal niederländischer Meister im Sprint der Amateure.